# 圭三ビッグプレゼント
『圭三ビッグプレゼント』（ひたちファミリーステージ けいぞうビッグプレゼント）は、1963年5月3日から1964年6月22日まで日本テレビ系列局で放送されていた日本テレビ製作のバラエティ番組である。

## 概要
毎回当時の人気歌手やタレントをゲストに迎えていた番組で、司会の高橋圭三が彼らの魅力を引き出していくことをコンセプトにしていた。
『日立ファミリー劇場』（日本テレビと読売テレビの共同製作）の終了から7か月のブランクを経て開始された日立製作所の一社提供番組で、タイトルに「日立ファミリーステージ」を冠していた。このサブタイトルは、次の提供番組である『おのろけ夫婦合戦』（第1期）と『圭三ミュージカルプレゼント』に引き継がれた。その後も時間を変動しつつ『日立ドキュメンタリー　すばらしい世界旅行』『日立　地球トライアル』などと続き前半の大塚製薬提供枠との統合をし複数社提供のうち後半の1社となり、1998年4月の『ザ!鉄腕!DASH!!』の提供を2009年9月まで務めた。
尚当番組は、番組開始当時、スポンサーである日立が既にカラーテレビ受像機を発売してこともあり、初回からカラー放送となっている。

## 放送時間
いずれも日本標準時。
- 金曜 19:00 - 19:30 （1963年5月3日 - 1964年4月10日）
- 月曜 19:30 - 20:00 （1964年4月20日 - 1964年6月22日）

## 出演者

### 司会
- 高橋圭三

### その他の主な出演者
- 美空ひばり - 初回のゲスト。
- 吉永小百合
- 三波春夫
- 畠山みどり
- 和田弘とマヒナスターズ
- こまどり姉妹
- 三沢あけみ
- 青空千夜・一夜
- 江木俊夫（子役時代）
- アイ・ジョージ
- スリーファンキーズ
- ほか多数